# 高滝湖パーキングエリア
高滝湖パーキングエリア（たかたきこパーキングエリア）は、千葉県市原市大和田にある首都圏中央連絡自動車道（圏央道）のパーキングエリア。上下一体型の構造で、圏央道としては現在、千葉県内唯一の休憩施設となっている。
名称は、近くにある高滝ダムのダム湖「高滝湖」から取られている。当初は「市原高滝湖SA」としてサービスエリアとしての供用を予定していた。
売店や自動販売機は併設されておらず、トイレと情報ターミナルのみの設置となっている。
ピラミッド状の築山が併設されており、スロープ状の坂道を登った頂上にある展望台からPA名の由来である高滝湖を望むことができる。

## 歴史
- 2012年（平成24年）12月3日：当PAの名称を「市原高滝湖SA[1]」から「高滝湖PA」で正式決定[2]。
- 2013年（平成25年）
  - 4月27日 : 東金IC/JCT - 木更津東IC間開通。工事の遅れによりこの時点では当PAは未開設[3]。
  - 7月12日 : 内回り、供用開始[4]。
- 2015年（平成27年）8月10日 : 外回り、供用開始[5]。

## 施設

### 内回り（茂原・東金方面）
- 駐車場
  - 大型：6台
  - 小型：23台
  - 身障者用
    - 小型：1台

### 外回り（木更津・アクアライン・館山道方面）
- 駐車場
  - 大型：6台
  - 小型：23台
  - 身障者用
    - 小型：1台

### 施設（上下一体）
- トイレ[6][7]
  - 男性：大3(和式1・洋式2)・小5
    - オストメイト対応設備が設置されている[8]。

  - 女性：11(和式2・洋式9)
    - オストメイト対応設備が設置されている[8]。
    - 男児用小便器：1

  - 身障者用：1
- 情報ターミナル
- 喫煙コーナー

## 隣
C4 首都圏中央連絡自動車道
(104)市原鶴舞IC - 高滝湖PA - (105)木更津東IC